# SEIKIN
SEIKIN(세이킨, 일본어: セイキン)은 일본의 유튜버이며, 아카펠라 뮤지션을 겸하고 있다.

## 인물
일본의 유튜버 HIKAKIN의 친형이며, 같이 유튜브 활동을 하고 있다. 채널 주제는 상품 소개나 노래, 뮤직비디오 등을 올리며 히카킨과 같이 나올 때도 종종 있다. 유튜브 동영상에서 나오는기본적인 첫 인사는 "하이 민나상 곤니찌와, 세이킨 티비노 세이킨 데스~(はい、皆さん　こんにちは、SEIKIN TVの セイキンです。)이며, 물건을 소개하기 전에는 "아, 소레와 코치라~ (あ、それは こちら。)" "(짜잔!) OOO(상품명)/(ジャン！OOO(物品名))"이라고 한다.
유튜브 인트로의 노래는 "세이킨 뮤직, 오워 세이킨 티비, 오예~(Seikin Music, ohwh Seikin TV, Ohyeah~)"이다. 본명은 카이하츠 세이야(開発 聖也、かいはつ せいや)이며,동생 HIKAKIN의 이름에 맞춰 세이야의 "SEI(せい)"에 + キン을 따와서 지금의 SEIKIN이라는 이름이 붙여졌다고 한다. 혈액형은 O형(O型)이다. 좋아하는 음식은,빵(빵의 パン), 동(돈부리, 丼), 면(면요리, 麺)를주류로, 그 이외 초콜릿과 치즈, 그리고 치킨, 초밥을 우선순위로 좋아한다. 즐겨마시는 음료는 커피이다. 특히 면을 굉장히 좋아하는 편인데, KFC의 치킨뼈와 면, 된장, 라면부속물 등으로 자제(自製) 라면까지 해 먹을 정도로 면에 대한 사랑은 남다르다. 그리고 매운 음식을 잘 먹는다. 그래서 우리나라에서도 맵기로 악명이 높은 틈새라면과 불닭볶음면도 자주 소개 하고 있었는데, 이로 인해 한때 일본인이 아니고 타국인이 아니냐는 출신 및 국민성 논란까지 있었었다. 자신의 동영상에서는 종종 다양한 인물들이 등장 하며, 현재에는 주로 아내인 폰쨩ポンちゃん과 아들인 치비킨チビキン이 나온다.

## 유튜브 내 작곡 경력
SEIKIN은 유튜버인 동시에 아카펠라이므로, 자신의 다양한 노래나 목소리, 뮤직비디오 등을 유튜브에 자주 업로드 하고 있는데, 대표적으로 3가지의 작품이 있다.
(발표 날짜 순서대로)
1. "히카킨 오프닝 (ヒカキンの オープニング)"
- 발표일: 2012/11/9
2. "세이킨 테마송 (セイキンの オープニング)"
- 발표일: 2012/11/10
3. "지금 (今)"
- 발표일: 2018/11/9